# Coupe de l'IHF masculine 1983-1984
Navigation
Coupe de l'IHF 1982-1983 Coupe de l'IHF 1984-1985
La Coupe de l'IHF 1983-1984 est la 3e édition de la Coupe de l'IHF, aujourd'hui appelée coupe de l'EHF masculine.
Organisée par la Fédération internationale de handball (IHF), la compétition est ouverte à 22 clubs de handball en fonction de leurs résultats dans leur pays d'origine lors de la saison 1982-1983.
Elle est remportée par le club ouest-allemand du TV Großwallstadt, vainqueur en finale du club danois du Gladsaxe HG Copenhague.

## Résultats

### Premier tour
| Équipe 1            | Score   | Équipe 2         | Aller | Retour |
| ------------------- | ------- | ---------------- | ----- | ------ |
| Kremikovtzi         | forfait | ITU Istanbul     | /     | /      |
| HB Liverpool        | forfait | FH Hafnarfjörður | /     | /      |
| Panellínios Athènes | 38 – 59 | Maccabi Tel-Aviv | 20-26 | 18-33  |
| USM Gagny           | 43 – 44 | HC Rovereto      | 27-22 | 16-22  |
| Union Krems         | 47 – 37 | HB Dudelange     | 23-19 | 24-18  |
| IF Oppsal Oslo      | 46 – 42 | HV Sittard       | 18-17 | 28-25  |

### Huitièmes de finale
| Équipe 1                 | Score   | Équipe 2               | Aller | Retour |
| ------------------------ | ------- | ---------------------- | ----- | ------ |
| TV Großwallstadt         | 65 – 32 | ITU Istanbul           | 33-16 | 32-16  |
| Étoile rouge de Belgrade | 54 – 37 | SK Avanti Lebbeke      | 30-24 | 24-13  |
| Banyasz Tatabánya        | 53 – 46 | Ystads IF              | 32-18 | 21-28  |
| Maccabi Tel-Aviv         | 35 – 79 | FH Hafnarfjörður       | 19-35 | 16-44  |
| BM Granollers            | 55 – 46 | HC Rovereto            | 29-23 | 26-23  |
| Lokomotiva Trnava        | 50 – 49 | Union Krems            | 36-22 | 14-27  |
| IF Oppsal Oslo           | 38 – 39 | BSV Berne              | 18-16 | 20-23  |
| Kiffen Helsinki          | 34 – 57 | Gladsaxe HG Copenhague | 16-27 | 18-30  |

### Quarts de finale
| Équipe 1               | Score   | Équipe 2                 | Aller | Retour |
| ---------------------- | ------- | ------------------------ | ----- | ------ |
| TV Großwallstadt       | 53 – 41 | Étoile rouge de Belgrade | 28-16 | 25-25  |
| Banyasz Tatabánya      | 55 – 46 | FH Hafnarfjörður         | 35-27 | 20-19  |
| Lokomotiva Trnava      | 50 – 40 | BM Granollers            | 21-23 | 29-17  |
| Gladsaxe HG Copenhague | 47 – 43 | BSV Berne                | 23-14 | 24-29  |

### Demi-finales
| Équipe 1          | Score   | Équipe 2               | Aller | Retour |
| ----------------- | ------- | ---------------------- | ----- | ------ |
| Banyasz Tatabánya | 43 – 44 | TV Großwallstadt       | 23-22 | 20-22  |
| Lokomotiva Trnava | 37 – 39 | Gladsaxe HG Copenhague | 20-22 | 17-17  |

### Finale
| Équipe 1         | Score   | Équipe 2               | Aller | Retour |
| ---------------- | ------- | ---------------------- | ----- | ------ |
| TV Großwallstadt | 36 – 34 | Gladsaxe HG Copenhague | 16-15 | 20-19  |